# Стечинська Елеонора
Стечинська Елеонора (уроджена Бльомберґ) (18 серпня 1852, Клуж — 13 листопада 1924, Львів) — українська акторка. Дружина Андрія Стечинського, мати Софії Стадникової.

## Життєпис
Народилася в м. Клуж (Румунія).
Майстерно виконувала ролі другого плану та епізодичні в театрах: Руському народному театрі товариства «Руська Бесіда» (1879—1917) у Львові і короткий час у театральних трупах Юрія Івановича Касиненка на Наддніпрянщині та Івана Морозова (1893—1897) в Москві.

## Ролі
- Катря («Різдвяна ніч» Михайла Старицького),
- Явдоха, Павлина («Безталанна», «Хазяїн» Івана Карпенка-Карого),
- Ворожка («Підгоряни» Івана Гушалевича) та ін.